# (1121) Natascha
(1121) Natascha – planetoida z pasa głównego asteroid okrążająca Słońce w ciągu 4 lat i 24 dni w średniej odległości 2,55 au. Została odkryta 11 września 1928 roku w Obserwatorium Simejiz na górze Koszka na Półwyspie Krymskim przez Piełagieję Szajn. Planetoida została nazwana (jako prezent urodzinowy) imieniem Nataszy Tichomirowej, córki astronoma z Obserwatorium Simejiz, Grigorija Nieujmina. Przed nadaniem nazwy planetoida nosiła oznaczenie tymczasowe (1121) 1928 RZ.